# إكستريم إي
إكستريم إي (بالإنجليزية: Extreme E) هو سباق سيارات معتمد من قبل الاتحاد الدولي للسيارات للسيارات الكهربائية وتقام السباقات في المناطق الوعرة والنائية مثل صحراء السعودية والمنطقة القطبية الشمالية. أنطلق الموسم الأول في السعودية في أبريل 2021.